# 電リクナイン ハンデなんかぶっとばせ
電リクナイン ハンデなんかぶっとばせ（でんリクナイン ハンデなんかぶっとばせ）は、STVラジオ（当時は札幌テレビ放送ラジオ局）で1982年10月4日から1983年4月1日まで放送していた平日夜のラジオ番組。

## 概要
放送時間は月曜日から金曜日通して、21:00〜21:30。当時のSTVアタックナイター（現・STVファイターズLIVE）が放送されていないナイターオフ期間限定の番組である。
毎日30分間の放送ながら、基本的に生放送。月曜日から金曜日まで毎日、19:30から放送開始直前の21:00まで電話で曲のリクエストを受け付け、その日のランキングを決定。ランキングで紹介する曲はベストテンではなく、上位9曲の「ベストナイン」であり、第10位は圏外となる。そしてランキング番組によくあったランキングやかかる曲においてのマンネリを解消するために以下のようにハンデ方式を導入していた。
パーソナリティはいずれも当時のSTVアナウンサーで、高野義雄と吉住秀和以外はいずれも入社2年目以内の新人（加島、御代、平野が2年目、木村、千秋、片山、権田、呉藤が本番組が始まった年に入社した1年目）が起用された。

### ハンデ方式
その日に集まったリクエスト本数総数（票数）から、以下のハンデに従って票数の加減をしていた。前日（月曜日の場合前週の金曜日）のランキングの上位1位〜4位が票数マイナスの対象、下位6位〜9位がプラスの対象となる。
- 前日1位・・・当日は－30票
- 前日2位・・・当日は－20票
- 前日3位・・・当日は－10票
- 前日4位・・・当日は－5票
- 前日5位・・・当日は±0
- 前日6位・・・当日は＋5票
- 前日7位・・・当日は＋10票
- 前日8位・・・当日は＋20票
- 前日9位・・・当日は＋30票

## パーソナリティ
- 月曜日：加島和裕、権田裕子[1]
- 火曜日：千秋幸雄、平野美知良[1]
- 水曜日：吉住秀和、片山雅子[1]
- 木曜日：木村洋二、御代和恵[1]
- 金曜日：高野義雄、呉藤和子[1]